# Selección de fútbol sala de Costa Rica
La Selección de Fútbol Sala de Costa Rica representa a Costa Rica en competencias internacionales de la disciplina y está controlada por la FEDEFUTBOL. La tricolor obtuvo como mejor resultado en una Copa Mundial de Futsal el 9.º puesto en el año 2000, además de cuatro campeonatos de Concacaf el primero en el año 2000 y posteriormente un tricampeonato en 2012, 2016 y 2021, siendo el máximo ganador de este torneo.la tricolor siendo también el único equipo de la Concacaf en hacer un triplete 

## Historia
La selección de fútbol sala de Costa Rica, ha pasado por un proceso de estabilización, en los últimos años ha mostrado gran nivel, que se ratifica con la Liga de Fútbol Sala de Costa Rica que ha desarrollado jugadores para que sean elegidos en la Selección nacional, a ello se le agrega la nueva sede donde juega como local, así como lo es el BN Arena. Tiene grandes logros entre ellos tres campeonatos regionales que la colocan como la selección más ganadora del área, logró acceder a cuatro mundiales, siendo su mayor triunfo un noveno lugar en el mundial del 2000.

## Estadísticas

### Copa Mundial de Futsal FIFA
| Copa Mundial de la FIFA | Copa Mundial de la FIFA | Copa Mundial de la FIFA | Copa Mundial de la FIFA | Copa Mundial de la FIFA | Copa Mundial de la FIFA | Copa Mundial de la FIFA | Copa Mundial de la FIFA |
| Año                     | Ronda                   | J                       | G                       | E                       | P                       | GF                      | GC                      |
| ----------------------- | ----------------------- | ----------------------- | ----------------------- | ----------------------- | ----------------------- | ----------------------- | ----------------------- |
| 1989                    | No clasificó            | No clasificó            | No clasificó            | No clasificó            | No clasificó            | No clasificó            | No clasificó            |
| 1992                    | Fase de grupos          | 3                       | 0                       | 0                       | 3                       | 9                       | 29                      |
| 1996                    | No clasificó            | No clasificó            | No clasificó            | No clasificó            | No clasificó            | No clasificó            | No clasificó            |
| 2000                    | Primera ronda           | 3                       | 1                       | 0                       | 2                       | 8                       | 12                      |
| 2004                    | No clasificó            | No clasificó            | No clasificó            | No clasificó            | No clasificó            | No clasificó            | No clasificó            |
| 2008                    | No clasificó            | No clasificó            | No clasificó            | No clasificó            | No clasificó            | No clasificó            | No clasificó            |
| 2012                    | Fase de grupos          | 3                       | 1                       | 0                       | 2                       | 8                       | 12                      |
| 2016                    | Octavos de final        | 4                       | 1                       | 1                       | 2                       | 7                       | 11                      |
| 2021                    | Fase de grupos          | 3                       | 1                       | 0                       | 2                       | 7                       | 9                       |
| 2024                    | Octavos de final        | 4                       | 1                       | 1                       | 2                       | 9                       | 15                      |
| Total                   | 6/10                    | 20                      | 5                       | 2                       | 13                      | 48                      | 88                      |

### Campeonato de Futsal de Concacaf
| Campeonato de Futsal de Concacaf | Campeonato de Futsal de Concacaf | Campeonato de Futsal de Concacaf | Campeonato de Futsal de Concacaf | Campeonato de Futsal de Concacaf | Campeonato de Futsal de Concacaf | Campeonato de Futsal de Concacaf | Campeonato de Futsal de Concacaf |
| Año                              | Ronda                            | J                                | G                                | E                                | P                                | GF                               | GC                               |
| -------------------------------- | -------------------------------- | -------------------------------- | -------------------------------- | -------------------------------- | -------------------------------- | -------------------------------- | -------------------------------- |
| 1996                             | Fase de grupos                   | 2                                | 1                                | 0                                | 1                                | 7                                | 8                                |
| 2000                             | Campeón                          | 5                                | 5                                | 0                                | 0                                | 24                               | 8                                |
| 2004                             | Tercer lugar                     | 5                                | 4                                | 0                                | 1                                | 35                               | 11                               |
| 2008                             | Fase de grupos                   | 3                                | 1                                | 1                                | 1                                | 21                               | 12                               |
| 2012                             | Campeón                          | 5                                | 4                                | 1                                | 0                                | 20                               | 9                                |
| 2016                             | Campeón                          | 5                                | 5                                | 0                                | 0                                | 26                               | 6                                |
| 2021                             | Campeón                          | 5                                | 5                                | 0                                | 0                                | 30                               | 5                                |
| 2024                             | Cuarto lugar                     | 6                                | 4                                | 1                                | 1                                | 21                               | 14                               |
| Total                            | 7/7                              | 36                               | 29                               | 3                                | 4                                | 185                              | 73                               |

## Uniformes

### Uniforme Titular
|  | 2002-2006 | 2006-2007 | 2007-2009 | 2009-2011 | 2011-2012 | 2012-2013 | 2014-2015 | Actual |

### Uniforme Suplente
| 2002 | 2002-2006 |  | 2007-2009 |  | 2009-2011 |  | 2011 | 2011-2012 | 2012-2013 | 2014-2015 | Actual |